# 共和国勋章 (突尼斯)
共和国勋章（阿拉伯语：‎）是突尼斯共和国政府设立的勋章。

## 历史
共和国勋章由1959年3月16日第33号法令设立，是仅次于独立勋章后的第二高荣誉。1963年7月29日第27号法令修改了原有的样式。
截至2015年，至少有13,155人获得该勋章，其中大多数是突尼斯人。

## 等级
勋章分为5个等级：从高到低依次为：大绶级、大军官级、指挥官级、军官级和骑士级。

## 获授者
大绶级
- 馬哈地·賈馬（2015年）[3]
- 阿里·拉哈耶德（2014年）[4]

大军官级
- 穆罕默德·布拉米（2015年）[5]
- 烏薩馬·邁盧利（2008年）[6]

骑士级
- 穆罕默德·萨赫比·巴斯里（1990年）：突尼斯驻华大使[7]

获得共和国勋章的华人
| 姓名   | 职称                 | 授勋日期       | 授勋地点                   | 等级     | 备注                                                   | 参考来源 |
| ------ | -------------------- | -------------- | -------------------------- | -------- | ------------------------------------------------------ | -------- |
| 李鹏   | 中华人民共和国副总理 | 1984年5月21日  | 突尼斯纳布尔省方杜克扬水站 | 未知     | 感谢中国政府和人民为建成“迈杰尔达—邦角水渠”作出的贡献  | [ 8 ]    |
| 梁鉴   | 工程技术组组长       | 1984年6月7日   | 突尼斯迦太基宫             | 未知     | 表彰全体中国工程技术人员为建设这一水渠所作出的贡献     | [ 9 ]    |
| 田纪云 | 中华人民共和国副总理 | 1985年10月28日 | 突尼斯迦太基宫             | 未知     | （突中两国签定了用中国棉花、小麦换突尼斯磷酸盐的协议） | [ 10 ]   |
| 赵紫阳 | 中华人民共和国总理   | 1986年7月24日  | 莫纳斯蒂尔总统行宫         | “一级”   | 表彰在发展中突两国友好合作关系中所做出的贡献           | [ 11 ]   |
| 谢邦定 | 中华人民共和国外交官 | 1987年6月3日   | 总统行宫                   | “一级”   | 表彰为增进突中两国友好合作关系而进行的工作             | [ 12 ]   |
| 火正德 | 中国驻突尼斯大使     | 2013年8月      | 突尼斯                     | 大军官级 | 表彰任职期间为深化中突两国友谊与合作所作贡献           | [ 13 ]   |
| 边燕花 | 中国驻突尼斯大使     | 2018年3月22日  | 突尼斯                     | 大军官级 | 表彰任职期间为深化中突两国友谊与合作所作贡献           | [ 14 ]   |